# Saison 2005-2006 de l'Olympique de Marseille
Maillots
Chronologie
Saison précédente Saison suivante
L'Olympique de Marseille s'aligne pour la saison 2005-2006 en Ligue 1 Orange, en Coupe de France, en Coupe de la Ligue ainsi qu'en Coupe Intertoto puis en Coupe de l'UEFA.

## Préparation d'avant-saison
L'Olympique de Marseille reprend l'entraînement début juillet 2005 avec Jean Fernandez en tant qu'entraîneur principal.
Le groupe faisant les matchs de préparation est le suivant :
- Gardiens : Carrasso, Gavanon
- Défenseurs : Ferreira, Déhu, Meïté, Nakata, Ba
- Milieux : Nasri, Batlles, Oruma, Ribéry, Olembé
- Attaquants : Koke, Niang, Luyindula, Bamogo, Barry

## Transferts

### Transferts estivaux
| Nom                  | Poste             | Type de transfert | Montant   | Provenance/Destination          | Division                |
| -------------------- | ----------------- | ----------------- | --------- | ------------------------------- | ----------------------- |
| Arrivées             |                   |                   |           |                                 |                         |
| Mamadou Niang        | Attaquant         | Acquisition       | 7 M€      | RC Strasbourg                   | Ligue 1 Orange          |
| Lorik Cana           | Milieu de terrain | Acquisition       | 4 M€      | Paris Saint-Germain FC          | Ligue 1 Orange          |
| Franck Ribéry        | Ailier            | Transfert libre   | -         | Galatasaray SK                  | Türkcell SüperlLig      |
| Wilson Oruma         | Milieu de terrain | Transfert libre   | -         | FC Sochaux-Montbéliard          | Ligue 1 Orange          |
| Sabri Lamouchi       | Milieu de terrain | Transfert libre   | -         | Inter Milan                     | Serie A                 |
| Bostjan Cesar        | Défenseur         | Acquisition       | 2,5 M€    | Dinamo Zagreb                   | T-Com 1. HNL            |
| Christian Gimenez    | Attaquant         | Acquisition       | 0,7 M€    | FC Bâle                         | Axpo Super League       |
| André Luis           | Défenseur         | Prêt              | -         | SL Benfica Lisbonne             | Liga Betandwin.com      |
| Yannick Quesnel      | Gardien de but    | Prêt              | -         | SL Benfica Lisbonne             | Liga Betandwin.com      |
| Andres Mendoza       | Attaquant         | Prêt              | -         | FK Metalurh Donetsk             | Premier-Liha            |
| Départs              |                   |                   |           |                                 |                         |
| Benoit Pedretti      | Milieu de terrain | Cession           | 7 M€      | Olympique lyonnais              | Ligue 1 Orange          |
| Eduardo Costa        | Milieu de terrain | Cession           | 4 M€      | RCD Espanyol Barcelone          | Primera Division        |
| Stepan Vachousek     | Milieu de terrain | Cession           | 1,5 M€    | FK Austria Vienne               | Bundesliga              |
| Pascal Johansen      | Milieu de terrain | Cession           | 150 000 € | RC Strasbourg                   | Ligue 1 Orange          |
| Peguy Luyindula      | Attaquant         | Prêt              | -         | AJ Auxerre                      | Ligue 1 Orange          |
| Habib Bamogo         | Attaquant         | Prêt              | -         | FC Nantes Atlantique            | Ligue 1 Orange          |
| Johnny Ecker         | Défenseur         | Transfert libre   | -         | EA Guingamp                     | Ligue 1 Orange          |
| Rahmane Barry        | Attaquant         | Prêt              | -         | FC Lorient                      | Ligue 2                 |
| Brahim Hemdani       | Défenseur         | Transfert libre   | -         | Glasgow Rangers                 | Scottish Premier League |
| Philippe Christanval | Défenseur         | Transfert libre   | -         | Fulham FC                       | Barclays Premiership    |
| Fabio Celestini      | Milieu de terrain | Transfert libre   | -         | Getafe CF                       | Primera Division        |
| Fabrice Fiorèse      | Attaquant         | Prêt              | -         | Al-Rayyan SC                    | Qatar Stars League      |
| Cyril Chapuis        | Attaquant         | Transfert libre   | -         | FC Molenbeek Brussels Strombeek | Ligue Jupiler           |
| Sylvain N'Diaye      | Milieu de terrain | Transfert libre   | -         | Levante UD                      | Secunda Division        |
| Ahmed Yahiaoui       | Milieu de terrain | Transfert libre   | -         | FC Istres OP                    | Ligue 2                 |
| Therry Racon         | Milieu de terrain | Transfert libre   | -         | EA Guingamp                     | Ligue 2                 |
| Salomon Olembé       | Milieu de terrain | Prêt              | -         | Al-Rayyan SC                    | Qatar Stars League      |
| Jérémy Gavanon       | Gardien de but    | Prêt              | -         | Clermont Foot Auvergne          | Ligue 2                 |
| Laurent Batlles      | Milieu de terrain | Prêt              | -         | Toulouse FC                     | Ligue 1 Orange          |
| Rudolf Skacel        | Milieu de terrain | Prêt              | -         | Heart of Midlothian FC          | Scottish Premier League |
| Laurent Merlin       | Attaquant         | Transfert libre   | -         | AC Ajaccio                      | Ligue 2                 |
| Pegguy Arphexad      | Gardien de but    | Retraite          | -         | -                               | -                       |
| Gai Yang             | Milieu de terrain | Fin de contrat    | -         | -                               | -                       |
| Bruno Cheyrou        | Milieu de terrain | Retour de prêt    | -         | Liverpool FC                    | Barclays Premier League |
| Steve Marlet         | Attaquant         | Retour de prêt    | -         | Fulham FC                       | Barclays Premier League |

## Faits marquants de la saison
Cette saison aura été marquée par un début difficile, suivie de l'avènement (médiatique) d'un nouveau grand joueur Franck Ribéry.
Débutant en Coupe Intertoto, l'OM y réalise une remarquable prestation en la gagnant après une finale aller-retour au scénario incroyable contre le Deportivo La Corogne.
Le début de championnat est catastrophique avec 0 victoire en 5 matchs et une place de lanterne rouge du Championnat.
Mais le travail de Jean Fernandez se révélera payant, l'OM réalisant une belle performance en Coupe de France en arrivant en finale face au Paris Saint-Germain après entre autres avoir battu l'Olympique lyonnais à Gerland.
À 5 minutes de la fin du championnat, l'OM est qualifié pour le tour préliminaire de la Ligue des champions mais finalement doit se contenter de la Coupe Intertoto.
En mars 2006, à l'image de Marcel Leclerc en 1969, Pape Diouf décide d'envoyer l'équipe réserve marseillaise jouer le match de championnat face au Paris Saint-Germain en guise de protestation face aux décisions prises par la LFP et le club parisien. En effet, il estime que le quota de places réservées aux supporters marseillais n’est pas suffisant et que leur sécurité n'est pas assurée. Habitués aux joutes du championnat de CFA 2 (cinquième division), les jeunes marseillais encadrés de quatre joueurs professionnels parviennent à arracher un match nul (0-0) sur la pelouse du Parc des Princes face au Paris Saint-Germain de Pauleta. 
Prônant la stabilité de l'effectif, l'entraîneur quitte à la surprise générale le club à l'été 2006 pour rejoindre l'AJ Auxerre.

## Systèmes de jeu
| \| Barthez Beye Déhu Civelli Taiwo Cana Lamouchi Maoulida Ribéry Niang Pagis Entr. : J. Fernandez \| Premier système de jeu utilisé · (4-2-3-1) |
| Barthez Beye Déhu Civelli Taiwo Cana Lamouchi Maoulida Ribéry Niang Pagis Entr. : J. Fernandez                                                  |

| Barthez Beye Déhu Civelli Taiwo Cana Lamouchi Maoulida Ribéry Niang Pagis Entr. : J. Fernandez |

## Les rencontres de la saison

### Ligue 1 Orange
| Journée | Date                       | Horaire | Adversaire               | Lieu                                    | Score | Buteurs de l'OM                                   | Class. | Ecart de points avec le 1er non relégable / 1er relégable | Public |
| ------- | -------------------------- | ------- | ------------------------ | --------------------------------------- | ----- | ------------------------------------------------- | ------ | --------------------------------------------------------- | ------ |
| 1       | Samedi 30 juillet 2005     | 17 H 15 | FC Girondins de Bordeaux | Stade Vélodrome                         | 0 - 2 | -                                                 | 19e    | - 0                                                       | 48 000 |
| 2       | Samedi 6 août 2005         | 17 H 15 | RC Lens                  | Stade Félix Bollaert                    | 2 - 0 | -                                                 | 20e    | - 1                                                       | 39 274 |
| 3       | Dimanche 14 août 2005      | 20 H 45 | Olympique lyonnais       | Stade Vélodrome                         | 1 - 1 | Taiwo 6e                                          | 17e    | - 0                                                       | 56 000 |
| 4       | Samedi 20 août 2005        | 20 H    | Stade Rennais FC         | Stade de la route de Lorient            | 3 - 2 | Niang 1re, Lamouchi 31e                           | 19e    | - 2                                                       | 29 490 |
| 5       | Samedi 27 août 2005        | 17 H 15 | AC Ajaccio               | Stade Vélodrome                         | 1 - 1 | Gimenez 59e                                       | 20e    | - 1                                                       | 45 000 |
| 6       | Dimanche 11 septembre 2005 | 20 H 45 | FC Sochaux-Montbéliard   | Stade Auguste-Bonal                     | 0 - 1 | Oruma 67e                                         | 16e    | + 0                                                       | 18 493 |
| 7       | Dimanche 18 septembre 2005 | 18 H    | ES Troyes AC             | Stade Vélodrome                         | 2 - 1 | Ribéry 22e, Lamouchi 35e                          | 13e    | + 3                                                       | 44 000 |
| 8       | Mercredi 21 septembre 2005 | 18 H 15 | Toulouse FC              | Stadium                                 | 1 - 0 | -                                                 | 16e    | + 0                                                       | 28 000 |
| 9       | Samedi 24 septembre 2005   | 20 H    | FC Metz                  | Stade Vélodrome                         | 3 - 1 | Déhu 25e, Ribéry 47e, Niang 69e                   | 12e    | + 2                                                       | 48 000 |
| 10      | Dimanche 2 octobre 2005    | 21 H    | OGC Nice                 | Stade Léo-Lagrange                      | 1 - 0 | Ribéry 75e                                        | 9e     | + 4                                                       | 14 283 |
| 11      | Dimanche 16 octobre 2005   | 21 H    | Paris Saint-Germain FC   | Stade Vélodrome                         | 1 - 0 | Cana 69e                                          | 7e     | + 7                                                       | 58 000 |
| 12      | Dimanche 23 octobre 2005   | 20 H 45 | AS Saint-Étienne         | Stade Geoffroy-Guichard                 | 2 - 1 | Ribéry 35e                                        | 10e    | + 5                                                       | 35 123 |
| 13      | Samedi 29 octobre 2005     | 17 H 15 | Lille OSC Métropole      | Stade Vélodrome                         | 1 - 1 | Koke 29e                                          | 11e    | + 6                                                       | 55 000 |
| 14      | Samedi 5 novembre 2005     | 20 H    | Le Mans UC 72            | Stade Léon-Bollée                       | 3 - 0 | -                                                 | 12e    | + 5                                                       | 16 531 |
| 15      | Samedi 19 novembre 2005    | 17 H 15 | FC Nantes Atlantique     | Stade Vélodrome                         | 2 - 1 | Oruma 28e, Ribéry 72e                             | 11e    | + 7                                                       | 45 000 |
| 16      | Dimanche 27 novembre 2005  | 20 H 45 | AS Monaco FC             | Stade Vélodrome                         | 2 - 1 | Oruma 64e, Lamouchi 76e                           | 9e     | + 9                                                       | 50 000 |
| 17      | Dimanche 4 décembre 2005   | 18 H    | AS Nancy-Lorraine        | Stade Marcel-Picot                      | 1 - 1 | Niang 60e                                         | 10e    | + 7                                                       | 20 000 |
| 18      | Samedi 10 décembre 2005    | 20 H    | AJ Auxerre               | Stade Vélodrome                         | 1 - 0 | Niang 2e                                          | 7e     | + 10                                                      | 48 000 |
| 19      | Samedi 17 décembre 2005    | 20 H    | RC Strasbourg            | Stade de la Meinau                      | 0 - 1 | Niang 60e                                         | 7e     | + 10                                                      | 26 058 |
| 20      | Mercredi 4 janvier 2006    | 20 H 45 | RC Lens                  | Stade Vélodrome                         | 1 - 1 | Beye 4e                                           | 7e     | + 11                                                      | 35 000 |
| 21      | Mercredi 11 janvier 2006   | 21 H    | Olympique lyonnais       | Stade de Gerland                        | 2 - 1 | Lamouchi 18e                                      | 9e     | + 10                                                      | 36 000 |
| 22      | Dimanche 15 janvier 2006   | 20 H 45 | Stade Rennais FC         | Stade Vélodrome                         | 1 - 0 | Pagis 64e                                         | 6e     | + 13                                                      | 45 200 |
| 23      | Samedi 21 janvier 2006     | 17 H 15 | AC Ajaccio               | Stade François-Coty                     | 3 - 1 | Pagis 46e                                         | 6e     | + 10                                                      | 6 000  |
| 24      | Samedi 28 janvier 2006     | 20 H    | FC Sochaux-Montbéliard   | Stade Vélodrome                         | 0 - 0 | -                                                 | 7e     | + 10                                                      | 30 000 |
| 25      | Dimanche 5 février 2006    | 18 H    | ES Troyes AC             | Stade de l'Aube                         | 0 - 1 | Lamouchi 7e                                       | 7e     | + 13                                                      | 18 860 |
| 26      | Dimanche 12 février 2006   | 18 H    | Toulouse FC              | Stade Vélodrome                         | 0 - 0 | -                                                 | 7e     | + 13                                                      | 47 092 |
| 27      | Dimanche 19 février 2006   | 18 H    | FC Metz                  | Stade Saint-Symphorien                  | 1 - 0 | -                                                 | 8e     | + 13                                                      | 22 689 |
| 28      | Dimanche 26 février 2006   | 21 H    | OGC Nice                 | Stade Vélodrome                         | 1 - 0 | Maoulida 66e                                      | 5e     | + 16                                                      | 50 000 |
| 29      | Dimanche 5 mars 2006       | 17 H    | Paris Saint-Germain FC   | Parc des Princes                        | 0 - 0 | -                                                 | 5e     | + 16                                                      | 44 000 |
| 30      | Dimanche 12 mars 2006      | 21 H    | AS Saint-Étienne         | Stade Vélodrome                         | 2 - 0 | Pagis 17e, 19e                                    | 5e     | + 19                                                      | 50 000 |
| 31      | Dimanche 19 mars 2006      | 17 H 30 | Lille OSC Métropole      | Stadium Nord                            | 0 - 0 | -                                                 | 5e     | + 19                                                      | 17 400 |
| 32      | Samedi 25 mars 2006        | 20 H    | Le Mans UC 72            | Stade Vélodrome                         | 1 - 1 | Maoulida 23e                                      | 7e     | + 20                                                      | 49 400 |
| 33      | Samedi 1er avril 2006      | 20 H    | FC Nantes Atlantique     | Stade de la Beaujoire - Louis Fonteneau | 1 - 3 | Niang 25e, 76e, Maoulida 55e                      | 7e     | + 23                                                      | 36 000 |
| 34      | Samedi 8 avril 2006        | 20 H    | AS Monaco FC             | Stade Louis-II                          | 1 - 0 | -                                                 | 7e     | + 20                                                      | 17 594 |
| 35      | Samedi 15 avril 2006       | 20 H    | AS Nancy-Lorraine        | Stade Vélodrome                         | 6 - 0 | Niang 12e, 33e, Maoulida 53e, 65e, Pagis 89e, 91e | 5e     | + 20                                                      | 51 000 |
| 36      | Mercredi 3 mai 2006        | 20 H 45 | AJ Auxerre               | Stade de l'Abbé-Deschamps               | 1 - 2 | Niang 15e, Civelli 68e                            | 4e     | + 20                                                      | 18 000 |
| 37      | Samedi 6 mai 2006          | 20 H    | RC Strasbourg            | Stade Vélodrome                         | 2 - 2 | Nasri 48e, Ribéry 73e                             | 4e     | + 20                                                      | 56 000 |
| 38      | Samedi 13 mai 2006         | 20 H    | FC Girondins de Bordeaux | Stade Chaban-Delmas                     | 1 - 1 | Maoulida 76e                                      | 5e     | + 21                                                      | 32 765 |

### Coupe de la Ligue
| Date                     | Tour  | Adversaire               | Lieu                | Score | Buteurs de l'OM | Public |
| ------------------------ | ----- | ------------------------ | ------------------- | ----- | --------------- | ------ |
| Mercredi 26 octobre 2005 | 1/16e | FC Girondins de Bordeaux | Stade Chaban-Delmas | 1 - 0 | -               | 30 000 |

### Coupe de France

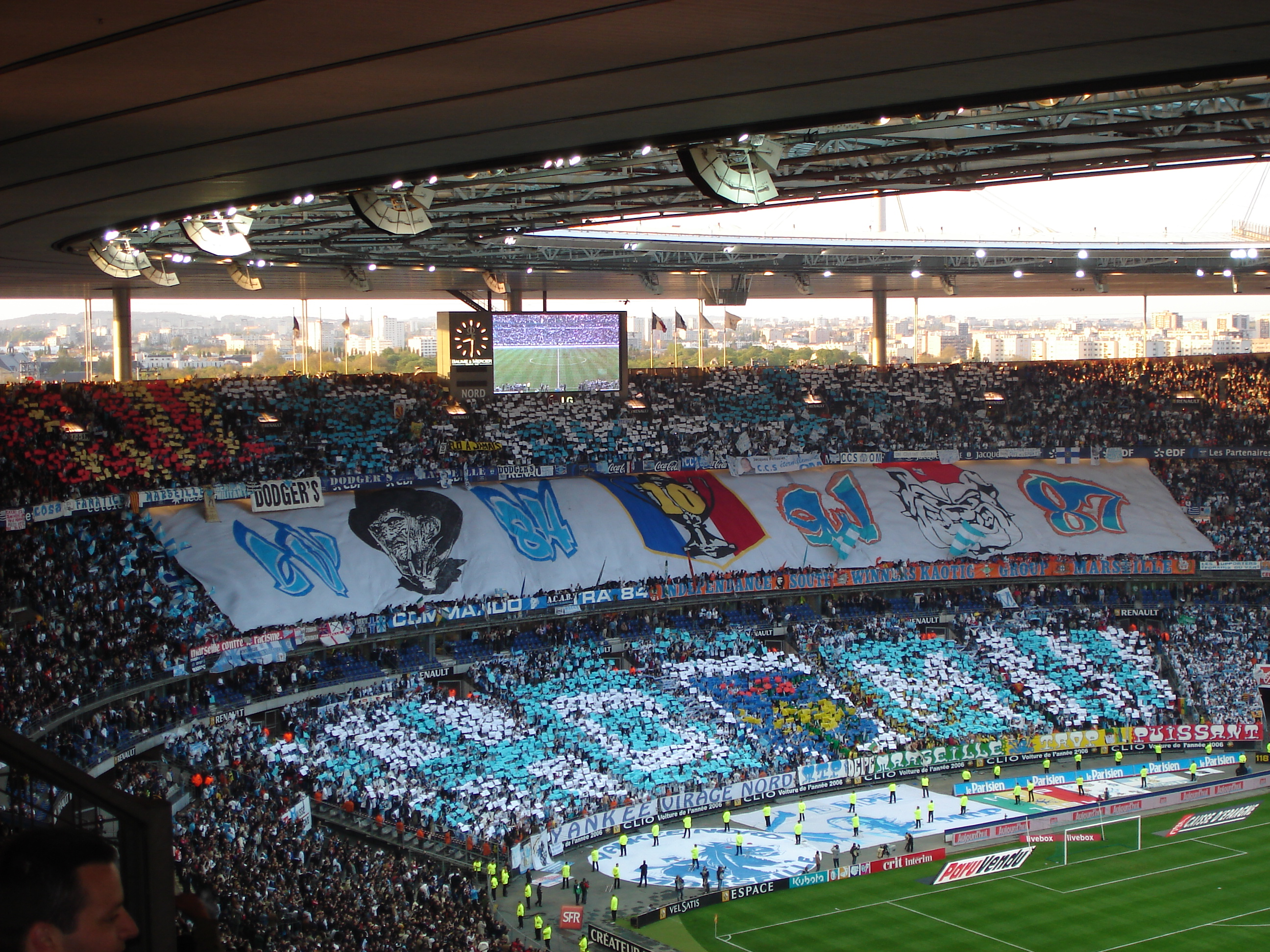
Tifo marseillais lors de la finale OM-PSG au Stade de France.

| Date                      | Tour   | Adversaire             | Lieu                         | Score | Buteurs de l'OM                                 | Public |
| ------------------------- | ------ | ---------------------- | ---------------------------- | ----- | ----------------------------------------------- | ------ |
| Dimanche 8 janvier 2006   | 1/32e  | Le Havre AC            | Stade Vélodrome              | 4 - 0 | Maoulida 55e, Oruma 61e, Ribéry 64e (pen.), 80e | 15 000 |
| Mercredi 1er février 2006 | 1/16e  | FC Metz                | Stade Vélodrome              | 2 - 0 | Pagis 8e, Gimenez 90+2e                         | 15 000 |
| Mercredi 22 mars 2006     | 1/8e   | FC Sochaux-Montbéliard | Stade Vélodrome              | 2 - 0 | Maoulida 77e, 85e                               | 20 000 |
| Mardi 11 avril 2006       | 1/4    | Olympique lyonnais     | Stade de Gerland             | 1 - 2 | Maoulida 17e, Niang 65e                         | 39 000 |
| Jeudi 20 avril 2006       | 1/2    | Stade Rennais FC       | Stade Vélodrome              | 3 - 0 | Ribéry 1re, Taiwo 19e, Niang 45e                | 52 000 |
| Samedi 29 avril 2006      | Finale | Paris Saint-Germain FC | Saint-Denis, Stade de France | 2 - 1 | Maoulida 67e                                    | 79 061 |

### Coupe Intertoto
| Date                     | Tour           | Adversaire              | Lieu                    | Score | Buteurs de l'OM                                 | Public |
| ------------------------ | -------------- | ----------------------- | ----------------------- | ----- | ----------------------------------------------- | ------ |
| Samedi 16 juillet 2005   | 3e tour aller  | BSC Young Boys Berne    | Stade du Neufeld        | 2 - 3 | Oruma 15e, Taiwo 35e, Niang 81e                 | 14 000 |
| Samedi 23 juillet 2005   | 3e tour retour | BSC Young Boys Berne    | Stade Vélodrome         | 2 - 1 | Luyindula 70e (pen.), Nasri 82e                 | 38 000 |
| Mercredi 27 juillet 2005 | 1/2 aller      | SS Lazio Rome           | Stade olympique de Rome | 1 - 1 | Meïté 69e                                       | 20 000 |
| Mercredi 3 août 2005     | 1/2 retour     | SS Lazio Rome           | Stade Vélodrome         | 3 - 0 | Niang 60e, Mendoza 62e, Ribéry 65e              | 60 031 |
| Mardi 9 août 2005        | Finale aller   | RC Deportivo La Corogne | Stade de Riazor         | 2 - 0 | -                                               | 19 000 |
| Mardi 23 août 2005       | Finale retour  | RC Deportivo La Corogne | Stade Vélodrome         | 5 - 1 | Ribéry 4e, Meïté 65e, Niang 73e, 89e, Oruma 91e | 50 000 |

### Coupe UEFA
| Date                      | Tour                       | Adversaire                         | Lieu                     | Score             | Buteurs de l'OM                  | Class. | Public |
| ------------------------- | -------------------------- | ---------------------------------- | ------------------------ | ----------------- | -------------------------------- | ------ | ------ |
| Jeudi 15 septembre 2005   | 1er tour aller             | K. FC Germinal Beerschot Antwerpen | Stade olympique d'Anvers | 0 - 0             | -                                | -      | 12 146 |
| Jeudi 29 septembre 2005   | 1er tour retour            | K. FC Germinal Beerschot Antwerpen | Stade Vélodrome          | 0 - 0 (4 - 1 tab) | -                                | -      | 28 000 |
| Jeudi 20 octobre 2005     | Phase de poules, journée 1 | CSKA Moscou                        | Stade Dynamo             | 1 - 2             | Lamouchi 23e, Niang 38e          | 1er    | 18 000 |
| Jeudi 24 novembre 2005    | Phase de poules, journée 2 | SC Heerenveen                      | Stade Vélodrome          | 1 - 0             | Taiwo 88e (pen.)                 | 1er    | 20 000 |
| Jeudi 1er décembre 2005   | Phase de poules, journée 3 | PFK Levski Sofia                   | Stade Georgi Asparoukhov | 1 - 0             | -                                | 1er    | 22 000 |
| Mercredi 14 décembre 2005 | Phase de poules, journée 4 | FC Dinamo Bucarest                 | Stade Vélodrome          | 2 - 1             | Cesar 38e, Delfim 45e            | 1er    | 22 000 |
| Mercredi 15 février 2006  | 1/16e aller                | Bolton Wanderers FC                | Reebok Stadium           | 0 - 0             | -                                | -      | 19 288 |
| Jeudi 23 février 2006     | 1/16e retour               | Bolton Wanderers FC                | Stade Vélodrome          | 2 - 1             | Ribéry 45+1e, Ben Haim 65e (csc) | -      | 38 351 |
| Jeudi 9 mars 2006         | 1/8e aller                 | FK Zénith Saint-Pétersbourg        | Stade Vélodrome          | 0 - 1             | -                                | -      | 30 000 |
| Jeudi 16 mars 2006        | 1/8e retour                | FK Zénith Saint-Pétersbourg        | Stade Petrovski          | 1 - 1             | Déhu 73e                         | -      | 22 000 |

## Aspects juridiques et économiques

### Aspects juridiques

#### Organigramme
Le tableau ci-dessous présente l'organigramme de l'Olympique de Marseille pour la saison 2005-2006.
| Fonction                             | Nom                  |
| ------------------------------------ | -------------------- |
| Président du conseil de surveillance | Mehdi El Glaoui      |
| Président du directoire              | Pape Diouf           |
| Directeur sportif                    | José Anigo           |
| Responsable du recrutement           | Jean-Philippe Durand |
| Adjoint responsable du recrutement   | Christian Larièpe    |
| Coordinateur sportif                 | Louis Vassallucci    |
| Directeur général                    | Thierry de La Brosse |
| Secrétaire général                   | Julien Fournier      |
| Secrétaire général                   | Cédric Dufoix        |

| Fonction                           | Nom                  |
| ---------------------------------- | -------------------- |
| Directeur de la sécurité           | Guy Cazadamont       |
| Président de l'association OM      | Jean-Pierre Foucault |
| Vice-président de l'association OM | Robert Nazarétian    |

## Statistiques

### Statistiques collectives
| Compétition       | Débute au tour | Place ou tour final | Première rencontre | Dernière rencontre | Nombre de matchs |
| Ligue 1           | -              | 5e                  | 30 juillet 2005    | 13 mai 2006        | 38               |
| Coupe de France   | 1/32 de finale | Finaliste           | 8 janvier 2006     | 29 avril 2006      | 6                |
| Coupe de la Ligue | 1/16 de finale | 1/16 de finale      | 26 octobre 2005    | 26 octobre 2005    | 1                |
| Coupe Intertoto   | 3e tour        | Vainqueur           | 16 juillet 2005    | 23 août 2005       | 6                |
| Coupe UEFA        | 1er tour       | 1/8 de finale       | 15 septembre 2005  | 16 mars 2006       | 10               |

#### Statistiques en Ligue 1 Orange
- Meilleur classement : 4e (J36-37)
- Pire classement : 20e (J2 / J5)
- Plus grand écart de points avec le premier relégable : + 23 (J33)
- Plus grand écart de points avec le premier non relégable : - 2 (J4)
- Plus grande série de victoires : 3 (J9 à 11)
- Plus grande série de matchs nuls : 2 (J31-32 / J37-38)
- Plus grande série de défaites : 2 (J1-2)
- Plus grande série de matchs sans défaite : 6 (J15 à 20 / J28 à 33)
- Plus grande série de matchs sans victoire : 5 (J1 à 5)
- Plus large victoire : 6-0 (contre Nancy)
- Plus large défaite : 3-0 (contre Le Mans)
- Plus grande série de matchs en marquant au moins un but : 9 (J15 à 23)
- Plus grande série de matchs sans marquer de but : 2 (J1-2 / J26-27)
- Rencontre avec le plus de buts marqués par l'OM : 6 (victoire 6-0 contre Nancy)
- Rencontre avec le plus de buts encaissés par l'OM : 3 (défaites 3-0 contre Le Mans, 3-1 contre Ajaccio, 3-2 contre Rennes)
- Rencontre la plus prolifique en buts : 6 (victoire 6-0 contre Nancy)
- Rencontre la moins prolifique : 0 (contre Sochaux-Montbéliard, Toulouse, Paris Saint-Germain et Lille)

### Statistiques buteurs
| Place   | Nom                  | Championnat de L1 | Coupe de France | Coupe de la Ligue | Coupe Intertoto | Coupe UEFA | TOTAL des BUTS |
| 1       | Mamadou Niang        | 10 buts           | 2 buts          | -                 | 4 buts          | 1 but      | 17 buts        |
| 2       | Franck Ribéry        | 6 buts            | 3 buts          | -                 | 2 buts          | 1 but      | 12 buts        |
| 3       | Toifilou Maoulida    | 6 buts            | 5 buts          | -                 | -               | -          | 11 buts        |
| 4       | Mickaël Pagis        | 6 buts            | 1 but           | -                 | -               | -          | 7 buts         |
| 5       | Sabri Lamouchi       | 5 buts            | -               | -                 | -               | 1 but      | 6 buts         |
| 5       | Wilson Oruma         | 3 buts            | 1 but           | -                 | 2 buts          | -          | 6 buts         |
| 7       | Taye Taiwo           | 1 but             | 1 but           | -                 | 1 but           | 1 but      | 4 buts         |
| 8       | Christian Gimenez    | 1 but             | 1 but           | -                 | -               | -          | 2 buts         |
| 8       | Frédéric Déhu        | 1 but             | -               | -                 | -               | 1 but      | 2 buts         |
| 8       | Samir Nasri          | 1 but             | -               | -                 | 1 but           | -          | 2 buts         |
| 8       | Abdoulaye Meïté      | -                 | -               | -                 | 2 buts          | -          | 2 buts         |
| 12      | Lorik Cana           | 1 but             | -               | -                 | -               | -          | 1 but          |
| 12      | Koké                 | 1 but             | -               | -                 | -               | -          | 1 but          |
| 12      | Habib Beye           | 1 but             | -               | -                 | -               | -          | 1 but          |
| 12      | Renato Civelli       | 1 but             | -               | -                 | -               | -          | 1 but          |
| 12      | Peguy Luyindula      | -                 | -               | -                 | 1 but           | -          | 1 but          |
| 12      | Andrès Mendoza       | -                 | -               | -                 | 1 but           | -          | 1 but          |
| 12      | Bostjan Cesar        | -                 | -               | -                 | -               | 1 but      | 1 but          |
| 12      | Delfim               | -                 | -               | -                 | -               | 1 but      | 1 but          |
| #       | contre son camp      | -                 | -               | -                 | -               | 1 but      | 1 but          |
| Détails | 19 buteurs Olympiens | 44 buts           | 14 buts         | -                 | 14 buts         | 8 buts     | 80 BUTS        |